# Those Memories of You
«Those Memories of You» (иногда просто «Those Memories») — кантри-песня, сочинённая американским блюграсс-музыкантом Аланом О’Брайантом и получившая наибольшую известность в 1987 году в исполнении трио кантри-певиц Долли Партон, Линды Ронстадт и Эммилу Харрис.
Композиция сперва вошла в совместный альбом певиц, Trio, а затем в качестве сингла достигла строчки № 5 в американском чарте Hot Country Songs и возглавила канадский Country Singles. О’Брайант же, как автор одной из самых ротируемых кантри-песен года, получил награду BMI Country Awards.
На песню также был выпущен видеоклип с Гарри Дином Стэнтоном в главной роли. Среди других артистов, записывавших композицию (ставшую в итоге кантри- и блюграсс-стандартом) в разные годы были Билл Монро, Пэм Тиллис, Ли Энн Раймс и рок-группа The Brian Jonestown Massacre.

## История
Песня «Those Memories of You» (или просто «Those Memories») была написана в конце 1970-х годов блюграсс-музыкантом и будущим участником группы Nashville Bluegrass Band Аланом О’Брайантом. Текст произведения строится вокруг одной из самых распространённых тем в музыке кантри — любви, причиняющей боль. По сюжету рассказчик просыпается с дрожью от снившихся ему снов об ушедшей любви, и всё, что ему остаётся, — это преследующие его воспоминания о ней. Композиция имеет структуру ABABA, однако если в традиционном понимании А — это куплет, а B — припев, то для «Those Memories of You» обозначения несут обратный смысл: песня начинается с припева (A), который в общей сложности повторяется три раза, и имеет два куплета (B). В дальнейшем композицию вместе со своим сыном Джеймсом записал «отец» блюграсса Билл Монро, которого произведение О’Брайанта заинтересовало не только как исполнителя, но и как бизнесмена, в результате чего он выступил издателем песни, опубликовав её через собственное музыкальное издательство Bill Monroe Music.
В 1987 году «Those Memories of You» в своём совместном альбоме Trio представили кантри-певицы Долли Партон, Линда Ронстадт и Эммилу Харрис. Основную вокальную линию на записи исполнила Партон, в то время как Ронстадт и Харрис спели гармонии. В их прочтении песня была наполнена блюзовым, тоскливым настроением, которое подчёркивалось «плачущим» фиддлом Марка О’Коннора и «всхлипывающей» гавайской гитарой Стива Фишелла. Альбом вышел в начале марта и в рамках его продвижения трио в середине месяца исполнило композицию в эфире телепередачи The Tonight Show Starring Johnny Carson, наряду с двумя другими номерами с того же лонгплея — «To Know Him Is to Love Him» и «Hobo’s Meditation». В сентябре 1987 года песня была выпущена в качестве сингла с треком «My Dear Companion» на обратной стороне. «Those Memories of You» достигла строчки № 5 в американском чарте Hot Country Songs и возглавила канадский хит-парад Country Playlist. О’Брайант же, как автор одной из самых ротируемых кантри-песен года, получил награду BMI Country Awards. На композицию также был снят видеоклип.
С годами «Those Memories of You» стала современным кантри- и блюграсс-стандартом (однако ввиду её старомодного звучания многие слушатели и музыканты ошибочно полагают, что она была создана ещё в золотой век блюграсса). Кроме Монро и трио, композицию в разное время записывали Пэм Тиллис, Лиэнн Раймс, рок-группа The Brian Jonestown Massacre и другие артисты.

## Видеоклип
Видеоклип на песню был снят режиссёром Уайтом Коупманом, и делался в том числе с расчётом на поп-телеканалы вроде MTV. По сюжету ролика недавно овдовевший мужчина в исполнении Гарри Дина Стэнтона праздно слоняется по дому, кормит собаку, подметает пол, смотрит телевизор и укладывается спать, попутно предаваясь воспоминаниям. Клип был выполнен в чёрно-белых тонах, за исключением образов самих певиц, которые представали в цвете. Видео находилось в активной ротации кантри-телеканала CMT, а также демонстриловалось на TNN.

## Оценки
Редакторы журнала Billboard, рассматривая сингл «Those Memories of You», отметили, что украшенная энергичным добро, стаккатными штрихами фиддла и сфокусированная на высоком основном вокале Партон композиция воссоздаёт магию, из которой была соткана оригинальная блюграсс-музыка. В свою очередь обозреватели издания Cash Box назвали прочтение песни настоящей музыкой кантри с абсолютно восхитительным сочетанием кантри-голосов и стилей — взяв «старую добрую» блюграсс-песню и снабдив её своими очаровательные гармониями, певицы создали добротный образец музыки кантри, сохранив при этом блюграсс-характер композиции. Вместе с тем Партон, по словам, рецензентов, поёт основную вокальную партия со свойственным только ей чувством, в то время как практически плачущий фиддл оттеняет её голос. «Моментальный успех на кантри-радио неизбежен. Блестяще!», — резюмировали обозреватели еженедельника.
Музыкальный критик журнала Stereo Review Аланна Нэш, назвала «Those Memories of You» сильной и скорбной блюграсс-песней в лучших традициях Билла Монро, которой Партон разрушает царящую в альбоме Trio скованность. В то время как другие композиции на пластинке способны поставить слушателя красотой ангельских гармоний на колени, это, по оценке Нэш, единственный трек, который стремится тронуть душу. Согласно музыкальному критику газеты Los Angeles Times Крису Уиллману, исполняя основной вокал в «Those Memories of You» Партон удаётся привнести в забытый кантри-стандарт едва ощутимое напряжение, которое проходит словно электрический ток через традиционную акустическую аранжировку. При этом чувства одиночества и утраты в относительно невинных строчках «In dreams of you, my body trembles / I wake up and call your name…» благодаря оригинальному прочтению Партон приобретают настоящую, физическую остроту. «Она так хороша и так реальна, что тебе немедленно хочется простить ей все её плохие фильмы и ужасные кроссовер-записи последнего десятилетия», — заключил Уиллман.
По мнению музыкального критика газеты The Palm Beach Post Холли Глисон, Партон в «Those Memories of You» демонстрирует наиболее впечатляющее выступление во всём альбоме Trio. И если поп-музыка, ставшая пристанищем певицы последнее время, оставляет кого-то из слушателей равнодушным, то эта песня, согласно рецензентке, такая же страстная, как всё, что записывали Анита Бейкер или Уитни Хьюстон, — в ней можно почувствовать боль и тоску, когда голос Партон прорезает сумрачную акустическую аранжировку и парит вместе с пронзительным фиддлом.

## Позиции в чартах
Еженедельные чарты
| Чарт (1987)                          | Высшая позиция | Прим.  |
| ------------------------------------ | -------------- | ------ |
| США, Billboard, Hot Country Songs    | 5              | [ 17 ] |
| США, Cash Box, Country Singles       | 7              | [ 18 ] |
| США, Radio & Records, Country Top 50 | 5              | [ 19 ] |
| Канада, RPM, Country Singles         | 1              | [ 20 ] |

Ежегодные чарты
| Чарт (1987)                          | Позиция | Прим.  |
| ------------------------------------ | ------- | ------ |
| Канада, RPM, Top 100 Country Singles | 72      | [ 21 ] |

## Награды
BMI Country Awards
Награда компании BMI авторам наиболее ротируемых кантри-песен года (в период с 1 апреля 1987-го по 31 марта 1988-го).
| Год  | Категория               | Номинант       | Итог   | Прим. |
| ---- | ----------------------- | -------------- | ------ | ----- |
| 1988 | Citation of Achievement | Алан О’Брайант | Победа | [ 7 ] |

## Музыканты на записи
- Гавайская гитара Kona — Стив Фишелл
- Акустическая лид-гитара — Альберт Ли
- Акустическая ритм-гитара — Джон Старлинг
- Мандолина — Дэвид Линдли
- Фиддл — Марк О’Коннор
- Ударные — Расс Канкел
- Акустический бас Ferrington — Кенни Эдвардс

## Полезные ссылки
- «Those Memories of You» в исполнении Билла и Джеймса Монро (аудио) на YouTube
- «Those Memories of You» в исполнении Пэм Тиллис (аудио) на YouTube